# Segunda transição presidencial de Donald Trump
A Segunda transição presidencial de Donald Trump representou o processo de preparação para a transferência de poder de Joe Biden para Donald Trump, que venceu as eleições presidenciais de 2024. A transição foi concluída em 20 de janeiro de 2025 com sua segunda posse.
Este é o segundo caso de um presidente norte-americano a exercer dois mandatos não consecutivos, sendo o primeiro Grover Cleveland, eleito em 1884 e 1892.

## Transição

### Pré-eleição
Em 12 de março de 2024, Trump se consolidou como o candidato presumido do Partido Republicano e, em julho, oficializou a nomeação durante a Convenção Nacional Republicana. A campanha de Trump anunciou sua equipe de transição em 16 de agosto, designando Linda McMahon, ex-chefe da Administração de Pequenas Empresas, e Howard Lutnick, CEO da Cantor Fitzgerald e do BGC Group, como copresidentes. J. D. Vance, candidato a vice-presidente, e os filhos de Trump, Donald Trump Jr. e Eric Trump, foram indicados como copresidentes honorários. Esse início foi considerado tardio, pois a maioria das transições geralmente começa na primavera.
Trump negou qualquer envolvimento com o Projeto 2025, um plano de governança de 900 páginas da Heritage Foundation, elaborado por cerca de 140 associados de Trump. Segundo o presidente da Heritage, Kevin Roberts, a decisão de Trump de se distanciar do Projeto 2025 foi uma "tática política".
Em 27 de agosto, Robert F. Kennedy Jr. e Tulsi Gabbard, ambos ex-democratas que recentemente declararam apoio a Trump, foram também nomeados copresidentes honorários. Kennedy havia iniciado uma candidatura independente antes de desistir para apoiar Trump.
Em outubro, o New York Times informou que Trump recusou-se a assinar os compromissos usuais de ética e transparência para avançar nos preparativos da transição. As promessas de ética adotadas pela equipe de Trump foram mais flexíveis do que as assinadas pela equipe de Harris, e a equipe de transição de Trump só terá de divulgar os doadores em momento apropriado.
O Politico noticiou em outubro que possíveis conflitos de interesse envolvendo o copresidente Howard Lutnick geraram tensões internas e críticas ao processo de transição.

#### Pós-eleição
Nas primeiras horas de 6 de novembro, Trump foi projetado pela imprensa como o vencedor das eleições presidenciais dos Estados Unidos, garantindo votos suficientes no Colégio Eleitoral para o retorno à Casa Branca. Pouco depois, a vice-presidente Kamala Harris ligou para Trump, reconhecendo sua vitória e comprometendo-se com uma transição pacífica de poder. Mais tarde, em seu discurso de derrota, Harris reiterou esse compromisso. A projeção marcou o fim de uma eleição intensamente polarizada, embora a confirmação formal pelo Congresso ainda deva ocorrer em janeiro, conforme exige a Décima Segunda Emenda.

#### Início do processo de transição

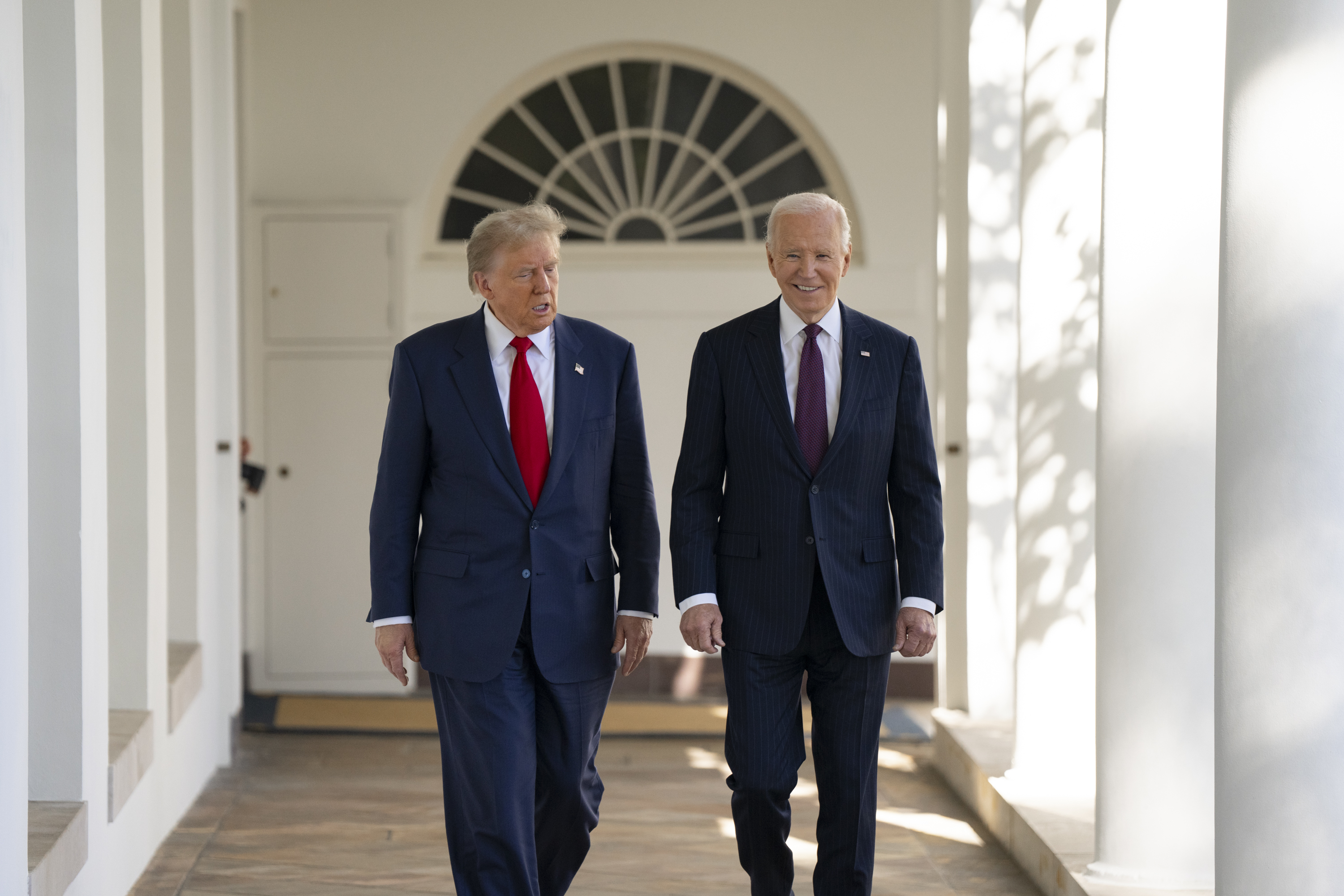
O presidente Joe Biden caminha até o Salão Oval ao lado do presidente eleito Donald Trump

No dia 7 de novembro, o presidente Joe Biden realizou uma coletiva de imprensa no Jardim das Rosas, onde anunciou as "medidas que estava tomando" para coordenar a transição da Casa Branca. Em 9 de novembro, em uma declaração da secretária de imprensa da Casa Branca, Karine Jean-Pierre, foi informado que o presidente eleito Donald Trump se encontraria com o presidente Biden na quarta-feira seguinte, por convite de Biden. Os dois se encontraram no Salão Oval por pouco menos de duas horas no dia 13 de novembro, ambos pedindo uma "transição tranquila", com Trump expressando sua apreciação pelos esforços de Biden.

## Indicações
Em 7 de novembro de 2024, Susie Wiles foi indicada para o cargo de Chefe de Gabinete da Casa Branca, sendo a primeira mulher a assumir esta posição. Sua nomeação entrará em vigor após a posse de Donald Trump em 20 de janeiro de 2025. Wiles possui uma longa trajetória junto à equipe de Trump, tendo liderado suas campanhas presidenciais de 2016, 2020 e 2024 como gerente de campanha.
Em 10 de novembro de 2024, foi anunciado que Tom Homan, ex-Diretor Interino do ICE na última administração Trump, será nomeado "czar das fronteiras", assumindo controle completo das fronteiras ao norte e ao sul dos Estados Unidos.
Em 11 de novembro, a congressista de Nova York e presidente da Conferência Republicana da Câmara, Elise Stefanik, foi indicada para o cargo de embaixadora dos Estados Unidos nas Nações Unidas. Na mesma data, Trump nomeou o ex-congressista de Nova York e ex-candidato ao governo Lee Zeldin para Administrador da Agência de Proteção Ambiental e o representante da Flórida, Michael Waltz, para Assessor de Segurança Nacional.
Em 12 de novembro, o ex-governador do Arkansas, Mike Huckabee, foi indicado para o cargo de Embaixador dos Estados Unidos em Israel. Trump também nomeou Vivek Ramaswamy e Elon Musk para liderar o novo Departamento de Eficiência Governamental, uma agência parceira não governamental do Escritório de Administração e Orçamento, destinada a implementar reformas estruturais no governo. Além disso, a governadora da Dakota do Sul, Kristi Noem, foi indicada para Secretária de Segurança Interna, o ex-Diretor de Inteligência Nacional, John Ratcliffe, para Diretor da Agência Central de Inteligência, e o veterano da Guarda Nacional do Exército e comentarista da Fox News, Pete Hegseth, para Secretário de Defesa.
Em 13 de novembro, Trump anunciou a nomeação da ex-representante democrata Tulsi Gabbard, do Havaí, para Diretora de Inteligência Nacional. Na mesma data, o advogado e representante da Flórida, Matt Gaetz, foi indicado para o cargo de Procurador-Geral dos Estados Unidos. Gaetz é membro do 1º distrito congressional da Flórida desde 2017 e atuou anteriormente na Câmara dos Representantes da Flórida entre 2010 e 2016, onde se destacou pela defesa da lei de autodefesa stand-your-ground.

### Possíveis Nomeações
Em uma entrevista de agosto de 2024 à Reuters, Trump manifestou interesse em nomear Elon Musk para um cargo em seu governo, talvez no gabinete, chamando-o de "um homem brilhante". Musk, CEO da SpaceX e Tesla e presidente da X, compartilha algumas das opiniões de Trump e apoiou financeiramente a campanha com o super PAC "America PAC". Musk já havia expressado interesse em participar de uma "comissão de eficiência governamental" se Trump fosse reeleito, mas, dias depois, Trump minimizou as expectativas, afirmando que Musk talvez estivesse ocupado demais com suas empresas para o cargo.
Na fase de escolha de um vice-presidente, os finalistas incluíam o governador de Dakota do Norte, Doug Burgum, e o senador Marco Rubio. Após selecionar J. D. Vance como vice, Trump contatou Burgum, aparentemente oferecendo-lhe um cargo no gabinete. Burgum e Rubio são considerados candidatos fortes para o cargo de secretário de Estado, assim como o senador Bill Hagerty, ex-embaixador de Trump no Japão. Em setembro, Burgum realizou uma visita diplomática a Israel, interpretada como uma possível campanha para o cargo de secretário. Vivek Ramaswamy, ex-candidato presidencial em 2024, também revelou conversas com Trump para um possível posto no gabinete.